# Elis (band)
 For alternative betydninger, se Elis. (Se også artikler, som begynder med Elis)
Elis er et gothic metal band fra Liechtenstein, grundlagt af Sabine Dünser og Pete Streit i 2003 efter opløsningen af Erben der Schöpfung i år 2002.

## Diskografi
- 2009 – Catharsis
- 2007 – Show Me The Way
- 2006 – Griefshire
- 2004 – Dark Clouds in a Perfect Sky
- 2003 – God'Silence, Devil's Temptation

### Som Erben Der Schöpfung
- 2001 – Twilight
- 2001 – Elis

| Musik | Spire Denne musikartikel er en spire som bør udbygges. Du er velkommen til at hjælpe Wikipedia ved at udvide den. |